# Liste von Eisenbahnunfällen im Vereinigten Königreich
Die Liste von Eisenbahnunfällen im Vereinigten Königreich führt in chronologischer Reihenfolge Unfälle im britischen Schienenverkehr auf, bei denen der Verlust von Menschenleben zu beklagen war oder großer Schaden verursacht wurde.

## 19. Jahrhundert

### Bis 1839
- Die Dampflokomotive Brunton’s Mechanical Traveller wurde am 31. Juli 1815 durch eine Kesselexplosion in Philadelphia, County Durham, England, vernichtet. Bei der Explosion starben je nach Quelle 13 oder 16 Menschen – meist Zuschauer –, die dicht um das kuriose Fahrzeug standen.[1]
- Beim Eisenbahnunfall von Parkside wurde während der Eröffnung der Liverpool and Manchester Railway am 15. September 1830 der Parlamentsabgeordnete von Liverpool und frühere Kolonial-, Kriegs- und Handelsminister von Großbritannien, William Huskisson, überfahren. Er starb an den Unfallfolgen. Dies war der erste Eisenbahnunfall, bei dem ein Reisender tödlich verunglückte.[2]

### 1840–1859

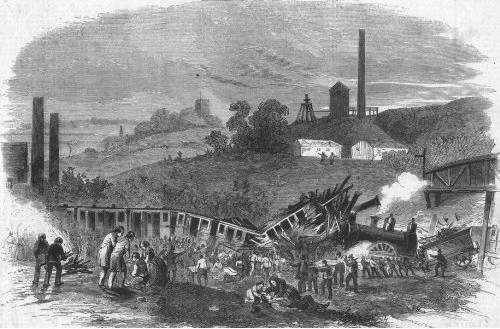
Entgleister Zugteil bei Round Oak

- Beim Eisenbahnunfall von Howden am 7. August 1840 in Yorkshire löste sich in einem gemischten Zug Ladegut und brachte den Zug zum Entgleisen. Vier Menschen starben. Der Unfall war weltweit der erste, der von einer Eisenbahnaufsichtsbehörde untersucht wurde.[3]
- Beim Eisenbahnunfall von Sonning entgleiste am Morgen des 24. Dezember 1841 ein gemischter Zug der Great Western Railway (GWR), der auf der Great Western Main Line von London-Paddington zum Bahnhof Bristol Temple Meads unterwegs war, als er in einen Erdrutsch fuhr. 9 Reisende starben.[4]
- Beim Tunneleinsturz von Wallers Ash stürzte am 2. April 1842 ein Abschnitt des Eisenbahntunnels bei Wallers Ash, Hampshire, ein. Vier Menschen starben. Dies war einer der frühesten Tunnelunfälle in der Geschichte der Eisenbahn.[5]
- Beim Eisenbahnunfall im Clay Cross Tunnel starb am 29. März 1844 der Lokomotivführer eines Zuges in Folge eines Auffahrunfalls. Der Unfall war typisch für den damaligen Eisenbahnbetrieb, der mit einer Sicherung durch Zeitabstand arbeitete.[6]
- Der Eisenbahnunfall von West Harton war ein Mehrfach-Zusammenstoß zweier Züge und einer abgestellten Wagengruppe am 8. Oktober 1844 in West Harton, South Shields, England, der auf den damals noch sehr unvollkommenen Zugsicherungssystemen beruhte. Zwei Menschen starben.[7]
- Beim Eisenbahnunfall von Penshurst brach am 20. Januar 1846 eine Eisenbahnbrücke zwischen Penshurst und Tonbridge, Kent, unter einem darüber fahrenden Zug zusammen. Der Lokomotivführer starb. Dies ist der älteste bekannte Eisenbahnunfall, der durch einen Brückeneinsturz verursacht wurde.[8]

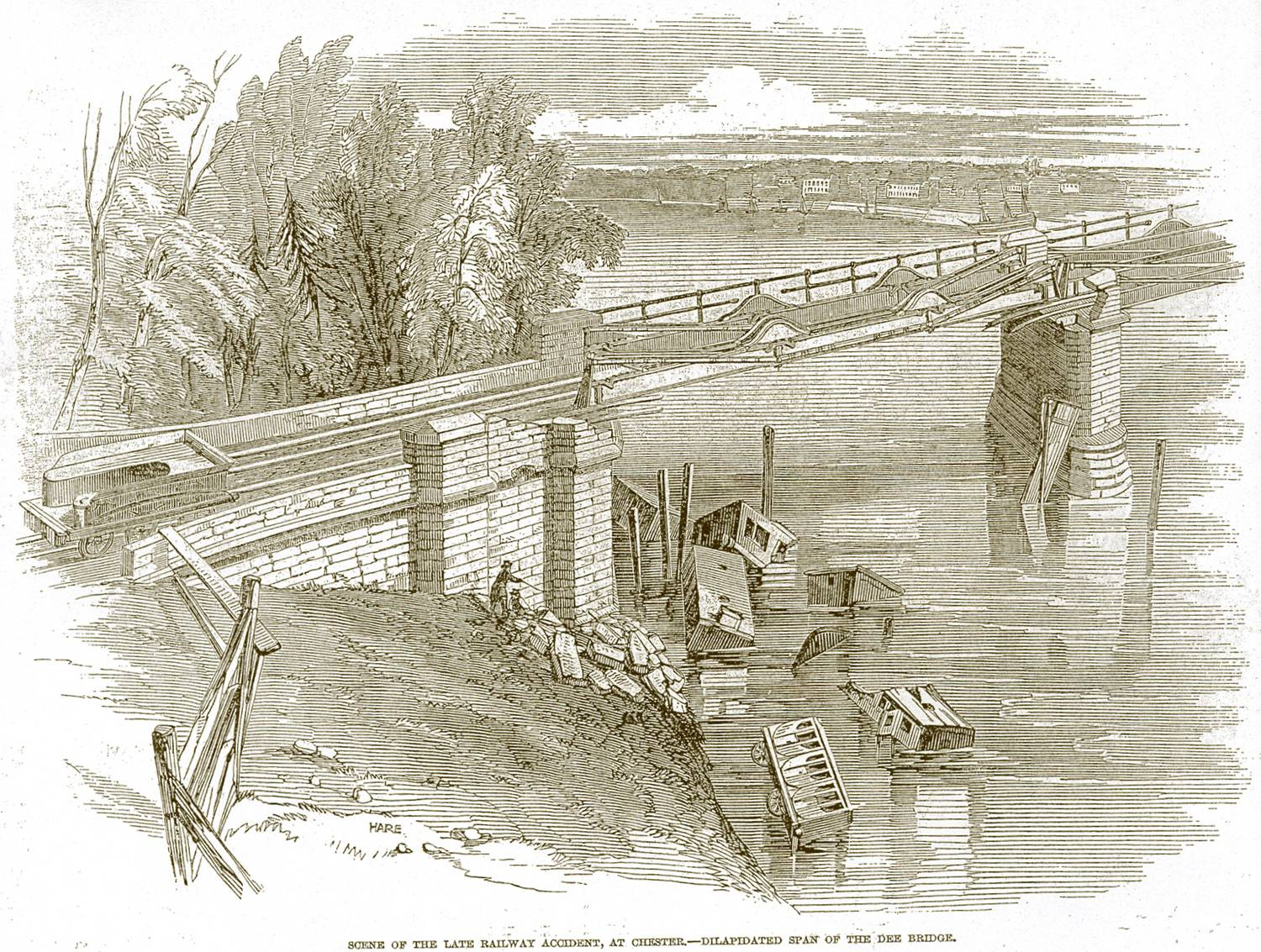
Eisenbahnunfall auf der Dee-Brücke

- Der Eisenbahnunfall auf der Dee-Brücke war ein schwerer Eisenbahnunfall, der sich am 24. Mai 1847 bei Chester, Cheshire, auf der North Wales Coast Line durch einen Brückeneinsturz ereignete und mindestens fünf Todesopfer forderte.[9]
- Der Eisenbahnunfall von Sutton war der Auffahrunfall eines Sonderzuges auf zwei andere im Sutton-Tunnel liegen gebliebene Züge am 30. April 1851. Neun Menschen starben.[10]
- Beim Eisenbahnunfall von South Croydon 1854 fuhr am 21. August ein Ausflugszug in eine Wasser fassende Lokomotive. Die Lokomotive des Ausflugszugs und der ihr folgende Gepäckwagen entgleisten und wurden aus der Kurve getragen. Die nachfolgenden Wagen schoben sich ineinander. Drei Menschen starben, 11 weitere wurden darüber hinaus – zum Teil schwer – verletzt.[11]
- Der Eisenbahnunfall von Lewisham war ein Auffahrunfall am 28. Juni 1857 im Bahnhof Lewisham im gleichnamigen Londoner Stadtteil. Dabei starben 12 Menschen.[12]

- Beim Eisenbahnunfall von Round Oak kollidierte am 23. August 1858 ein entlaufener Zugteil, der sich aus einem Zugverband gelöst und dann ein Gefälle hinab gerollt war, zwischen den Bahnhöfen Round Oak und Brettel Lane, heute: Metropolitan Borough of Dudley, mit einem zweiten Zug, der gerade diese Steigung herauffuhr. 14 Menschen starben. Dies war der folgenreichste Eisenbahnunfall in Großbritannien zu diesem Zeitpunkt.[13]

### 1860–1879

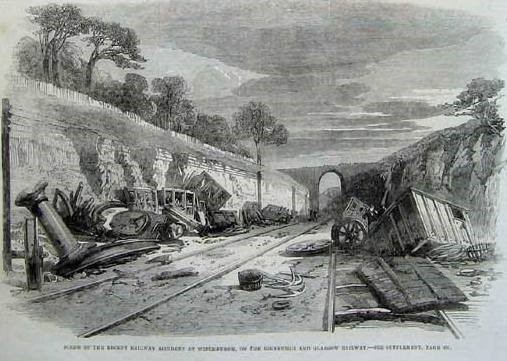
Frontalkollision bei Winchburgh

- Beim Eisenbahnunfall von Helmshore kollidierte am 4. September 1860 beim Bahnhof Helmshore ein in einem Gefälle entlaufener Zugteil mit einem folgenden Zug. 11 Menschen starben.[14]
- Beim Eisenbahnunfall von Epsom Branch Junction (Raynes Park, Surrey, heute London Borough of Merton) entgleiste am 28. Januar 1861 ein Zug der London and South Western Railway in der Abzweigstelle der Eisenbahnstrecke nach Epsom beim heutigen Bahnhof Raynes Park. Ein Mensch starb: Der Leibarzt Königin Victorias, Dr. Baly.[15]
- Der Eisenbahnunfall im Clayton-Tunnel war der Zusammenstoß zweier Reisezüge in dem Eisenbahntunnel am 25. August 1861. Dabei starben 23 Menschen, zirka 176 wurden meist schwer verletzt. Dies war der schwerste Eisenbahnunfall in der britischen Geschichte zu diesem Zeitpunkt.[16]
- Der Eisenbahnunfall von Kentish Town am 2. September 1861 war die Flankenfahrt eines Personenzugs in einen rangierenden Güterzug beim Bahnhof Kentish Town. Mindestens 16 Menschen starben.[17]

- Beim Eisenbahnunfall von Winchburgh stießen am 13. Oktober 1862 zwei Personenzüge 2 km nordwestlich von Winchburgh, Linlithgowshire, in Schottland auf der Eisenbahnstrecke der Edinburgh and Glasgow Railway frontal zusammen. 17 Menschen starben.[18]
- Beim Eisenbahnunfall von Rednal entgleiste am 7. Juni 1865 ein Zug bei zu geringer Bremskraft in einer ungenügend gesicherten Baustelle vor dem Bahnhof Rednal. 13 Menschen starben.[19]

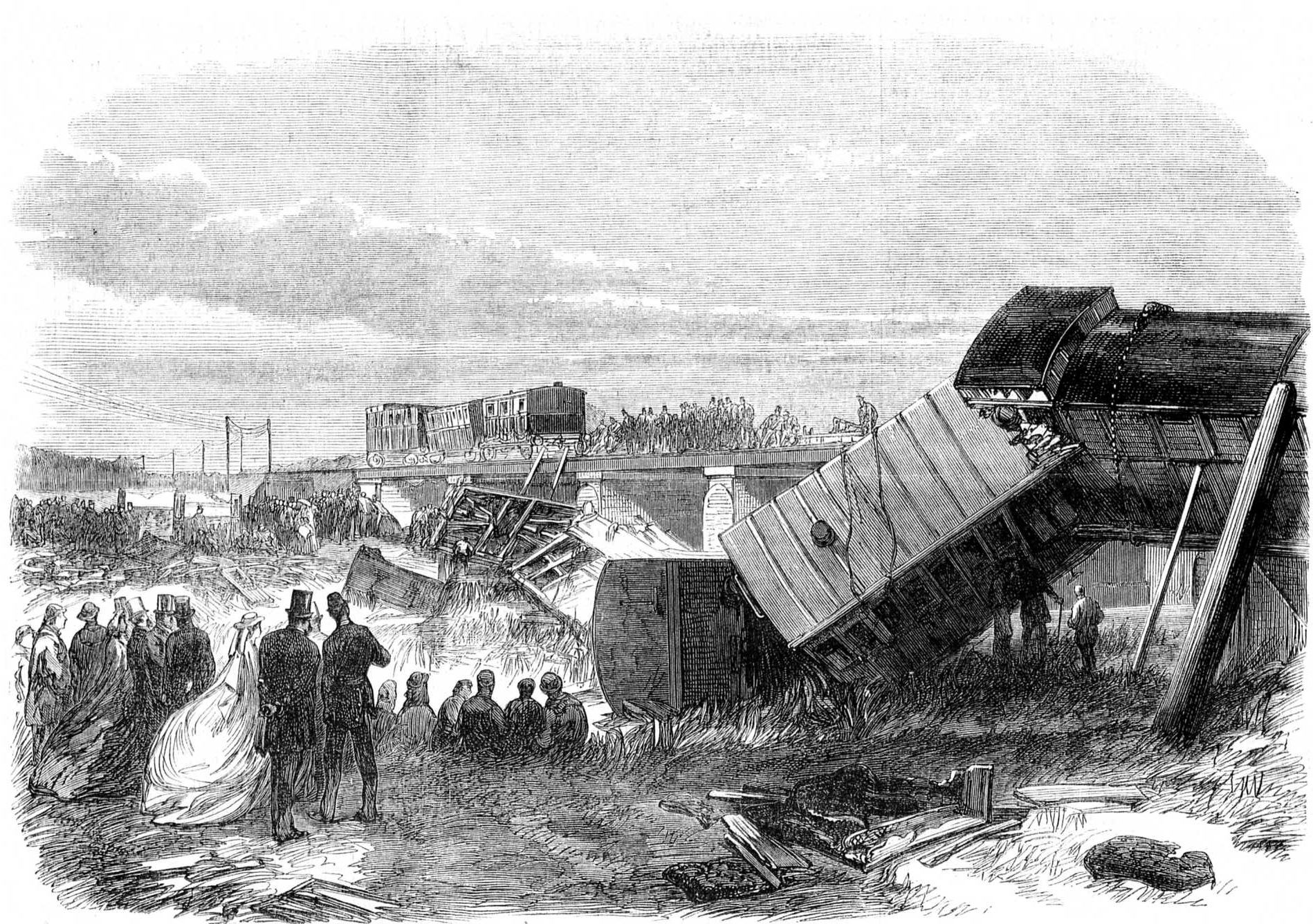
Eisenbahnunfall von Staplehurst

- Der Eisenbahnunfall von Staplehurst, Kent, war ein Brückeneinsturz unter einem fahrenden Zug bei Bauarbeiten auf der South Eastern Main Line an der Brücke über den Fluss Beult am 9. Juni 1865. Bei diesem Unfall starben 10 Reisende, 40 wurden verletzt. Ein Mitreisender im Zug war der Schriftsteller Charles Dickens.[20]
- Beim Eisenbahnunfall im Welwyn-Tunnel kollidierten am 9. Juni 1866 drei Güterzüge im Welwyn-Nord-Tunnel. Zwei Menschen starben. Nach den Sach- und Materialschäden soll es einer der umfangreichsten Eisenbahnunfälle in Großbritannien gewesen sein.[21]
- Der Eisenbahnunfall bei Warrington war ein Auffahrunfall, der sich am 29. Juni 1867 an der Walton Junction südlich von Warrington, Cheshire, ereignete, weil die dort verwendete Sicherung gegen solche Eisenbahnunfälle nicht mehr dem Stand der Technik entsprach. Acht Menschen starben.[22]
- Beim Eisenbahnunfall von Abergele kollidierte am 20. August 1868 in der Nähe der Ortschaft Abergele in der Grafschaft Denbighshire in Wales ein Schnellzug mit entlaufenen Güterwagen. In den Trümmern starben beim anschließenden Brand durch auslaufendes Paraffinöl 33 Menschen. Dies war der bis dahin schwerste Eisenbahnunfall in Großbritannien.[23]
- Der Eisenbahnunfall in Newark bestand aus der Entgleisung eines Zuges am 21. Juni 1870 in Newark-on-Trent, Nottinghamshire, nach einem Achsbruch, wobei in dessen Trümmer ein zweiter Zug hineinfuhr. 18 Menschen starben.[24]
- Der Eisenbahnunfall von Thorpe war der Frontalzusammenstoß zweier Züge auf einer eingleisigen Strecke der Great Eastern Railway am 10. September 1874 zwischen den Bahnhöfen Norwich-Thorpe in der Grafschaft Norfolk in England und Brundall. 25 Menschen starben.[25]
- Beim Eisenbahnunfall von Shipton-on-Cherwell entgleiste am 24. Dezember 1874 ein Schnellzug nach dem Bruch eines Radreifens auf der Cherwell Valley Line der Great Western Railway bei Shipton-on-Cherwell, Oxfordshire, England. 34 Tote und 65 Schwerverletzte waren die Folge.[26]

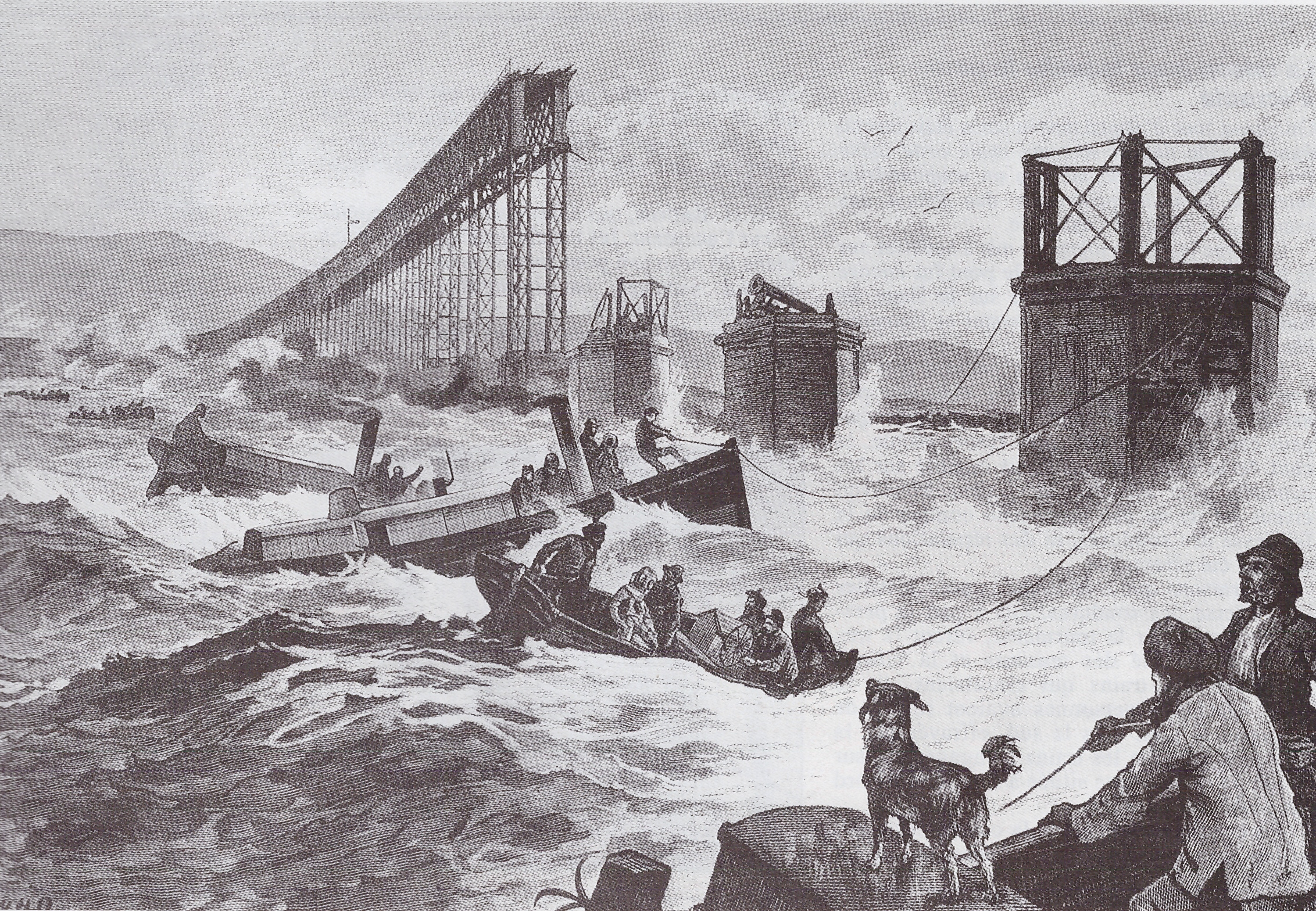
Einsturz der Firth-of-Tay-Brücke

- Der Eisenbahnunfall auf der Firth-of-Tay-Brücke wurde durch den Einsturz unter einem Zug von Edinburgh nach Dundee am 28. Dezember 1879 verursacht. 75 Menschen kamen ums Leben.[27]

### 1880–1899
- Beim Eisenbahnunfall von Penistone entgleiste am 16. Juli 1884 nach einem Achsbruch ein Schnellzug vor dem Bahnhof Penistone, South Yorkshire. 24 Menschen starben.[28]
- Der Eisenbahnunfall von Hexthorpe war ein Auffahrunfall, der sich im Haltepunkt von Hexthorpe auf einer Strecke der South Yorkshire Railway 2,5 km westlich von Doncaster am 16. September 1887 ereignete. 25 Menschen starben.[29]
- Der Eisenbahnunfall von Armagh am 12. Juni 1889 in Nordirland wurde durch eine Reihe technischer Unzulänglichkeiten verursacht und war der schwerste Eisenbahnunfall, der sich auf Irland je ereignet hat. 81 Tote und 260 Verletzte waren die Folge.[30]

## 20. Jahrhundert

### 1900–1919

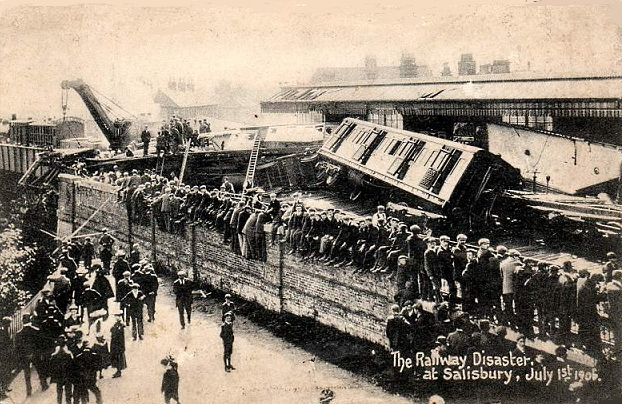
In Salisbury entgleister Boat train

- Der Eisenbahnunfall im Bahnhof Liverpool-Dingle am 22. Dezember 1901 war der erste schwere Unfall auf einer elektrisch betriebenen Eisenbahn, bei dem auch mehrere Reisende ums Leben kamen.[31]
- Der Eisenbahnunfall von Hall Road war ein Auffahrunfall im Bahnhof Hall Road in den nördlichen Außenbezirken von Liverpool am 27. Juli 1905, bei dem 20 Menschen starben.[32]
- Der Eisenbahnunfall von Salisbury am 1. Juli 1906 wurde durch überhöhte Geschwindigkeit eines Boat train verursacht, der vom Bahnhof Plymouth-Friary in Plymouth zum Bahnhof London Waterloo unterwegs war und kurz nach dem Passieren des Bahnhofs von Salisbury in einer engen Kurve entgleiste. 28 Menschen starben bei dem Unfall, weitere wurden verletzt.[33]
- Der Eisenbahnunfall von Elliot Junction am 28. Dezember 1906 war der Auffahrunfall einer leeren Schnellzuggarnitur bei widrigen winterlichen Wetter- und Schneeverhältnissen mit knapp 50 km/h im Bahnhof Elliot Junction auf einen dort wartenden Personenzug. 22 Menschen starben.[34]

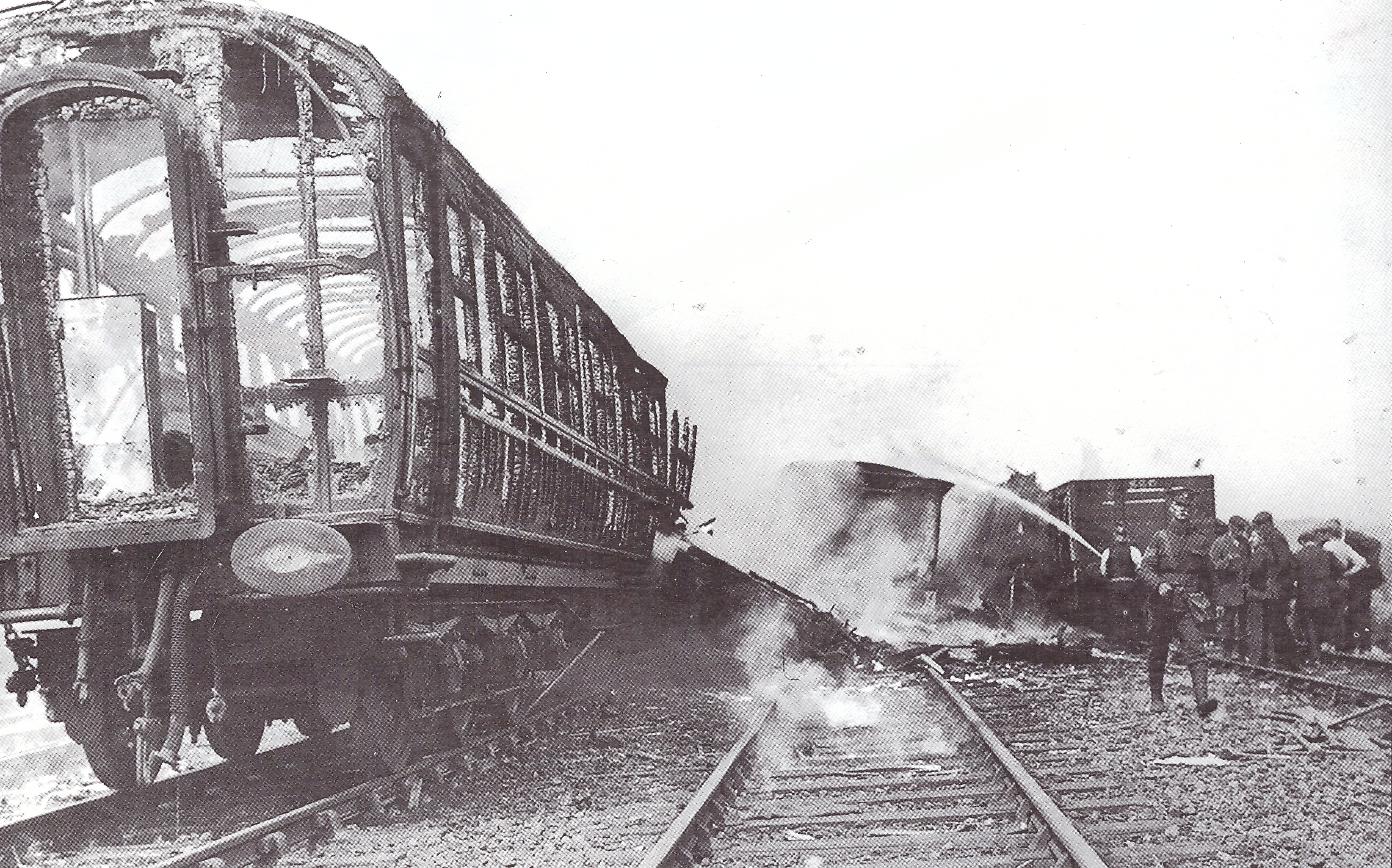
Der Unfalls in Quintinshill forderte 230 Menschenleben.

- Der Eisenbahnunfall von Quintinshill in Dumfriesshire, Schottland, war die Kollision dreier Züge am 22. Mai 1915, bei der 230 Menschen getötet und 246 verletzt sowie fünf Züge zerstört wurden. Es ist der bis heute folgenschwerste Eisenbahnunfall in Großbritannien.[35]

### 1920–1939
- Beim Eisenbahnunfall von Abermule stieß am 26. Januar 1921 in Wales zwischen Abermule und Newtown ein Personenzug mit einem Schnellzug zusammen. 17 Menschen starben an den Folgen des Unfalls, zirka 20 wurden verletzt.[36]
- Beim Eisenbahnunfall von Darlington kollidierten am 27. Juni 1928 im Bahnhof Bank Top in Darlington ein Sonderzug mit einem rangierenden Zug. 25 Menschen starben.[37]
- Der Eisenbahnunfall von Castlecary war ein Auffahrunfall am 10. Dezember 1937 bei Castlecary, Schottland. 35 Menschen starben.[38]

### 1940–1959
- Beim Eisenbahnunfall von Norton Fitzwarren überfuhr in der Nacht des 4. November 1940 ein Zug nach einer Signalverwechslung das Ende eines Schutzgleises und entgleiste. 26 Menschen starben.[39]
- Der Eisenbahnunfall von Ballymacarrett war der Auffahrunfall eines Zuges auf einen stehenden Personenzug vor dem Bahnhof Ballymacarrett, in einem Vorort von Belfast, Nordirland, am 10. Januar 1945. Dabei starben 22 Menschen.[40]
- Beim Eisenbahnunfall von Bourne End entgleiste aufgrund überhöhter Geschwindigkeit am 30. September 1945 ein Zug auf der West Coast Main Line bei Bourne End in Hertfordshire. 43 Menschen starben.[41]
- Der Eisenbahnunfall von Lichfield war ein Auffahrunfall, der sich am 1. Januar 1946 im Bahnhof Lichfield Trent Valley in Lichfield, England, ereignete. 20 Menschen starben. Dieser Unfall ist einer der wenigen, bei denen die mechanische Sicherung der Fahrstraße versagte.[42]
- Der Eisenbahnunfall von South Croydon war ein Auffahrunfall zweier Vorortzüge am 24. Oktober 1947 bei Nebel in dem südlichen Londoner Stadtteil Croydon, verursacht durch den vorschriftswidrigen Eingriff eines Stellwerkmitarbeiters in die Zugsicherung. 32 Menschen starben.[43]
- Beim Eisenbahnunfall von Goswick entgleiste am 26. Oktober 1947 der Flying Scotsman im Bahnhof des Dorfes Goswick, Northumberland, England, an der East Coast Main Line. 28 Menschen starben.[44]
- Beim Eisenbahnunfall von Winsford am 17. April 1948 fuhr bei Winsford auf der West Coast Main Line, ehemals London, Midland and Scottish Railway, ein Postzug auf einen Nachtschnellzug von Glasgow nach London Euston auf. 24 Menschen starben. Dies war der erste große Unfall unter der Regie der wenige Monate zuvor gegründeten British Railways.[45]

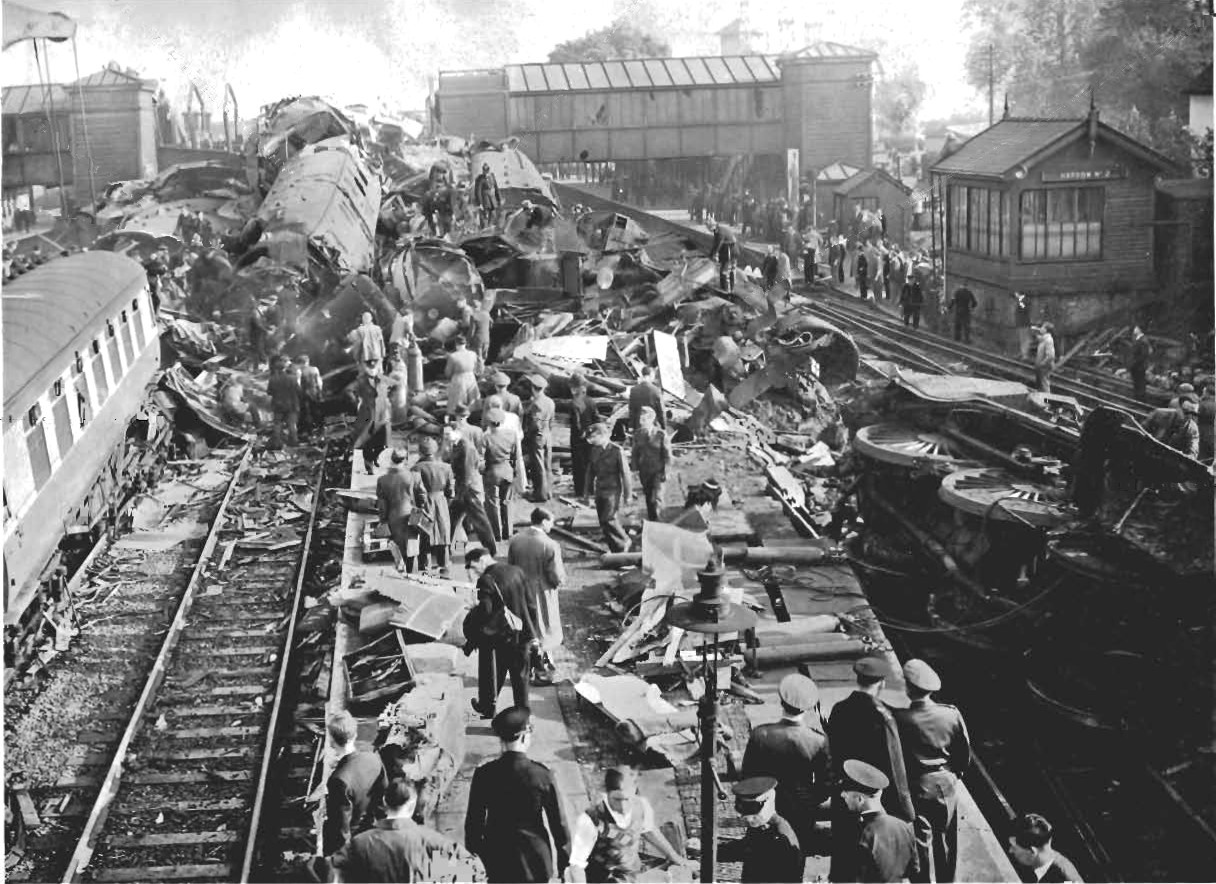
Unfallstelle in Harrow and Wealdstone

- In den Eisenbahnunfall im Bahnhof von Harrow and Wealdstone am 8. Oktober 1952 waren drei Züge verwickelt. 122 Tote und 340 Verletzte waren zu beklagen und es entstand ein erheblicher Schaden auch an der betroffenen Eisenbahninfrastruktur des Bahnhofs von Harrow and Wealdstone, London.[46]
- Am 13. Oktober 1956 ereignete sich auf der Militäreisenbahn Longmoor zwischen den Bahnhöfen Weaversdown und Liss Forest Road ein schwerer Unfall, bei dem ein Personenzug frontal mit einem Bauzug zusammenstieß. Sechs Soldaten kamen dabei ums Leben und acht weitere wurden verletzt.[47]
- Der Eisenbahnunfall von Lewisham war ein Auffahrunfall beim Bahnhof Lewisham im gleichnamigen Londoner Stadtteil, bei dem am 4. Dezember 1957 auch eine Brücke zerstört wurde, die auf den Zug stürzte. 90 Tote und 173 Verletzte waren die Folge.[48]

### 1960–1979
- Der Eisenbahnunfall von Winsford am 26. Dezember 1962 war der Auffahrunfall eines Schnellzuges auf einen anderen Schnellzug südlich des Bahnhofs Winsford auf der West Coast Main Line bei Coppenhall Junction. 18 Menschen starben.[49]
- Beim Eisenbahnunfall von Hither Green entgleiste am 5. November 1967 vor dem Bahnhof von Hither Green aufgrund eines Schienenbruchs ein Schnellzug. 49 Menschen starben.[50]
- Beim U-Bahn-Unfall von Moorgate fuhr am 28. Februar 1975 ein Zug des Highbury Branch der Northern Line, heute die Northern City Line, auf der damals von der London Underground betriebenen Strecke im Tunnel- und Kopfbahnhof Moorgate nahezu ungebremst gegen die Abschlusswand des Tunnelendes, an dem das Gleis endete. 43 Tote und 74 Verletzte waren die Folge. Dies war der schwerste Eisenbahnunfall in der Geschichte der London Underground.[51]

### 1980–1999
- Die Bombenexplosion von Dunmurry ereignete sich am 17. Januar 1980, als in einem Zug, der auf der Bahnstrecke Belfast–Derry unterwegs war, in Dunmurry, Nordirland, eine Brandbombe der Provisional Irish Republican Army (IRA) vorzeitig explodierte. Drei Menschen kamen ums Leben, fünf weitere wurden verletzt.[52]
- Beim Eisenbahnunfall von Polmont erfasste der Steuerwagen eines Schnellzugs am 30. Juli 1984 mit ungefähr 137 km/h eine Kuh. Der Kadaver des Tiers hob den Steuerwagen vom Gleis. Alle sechs Wagen und die schiebende Lokomotive der Class 47 entgleisten, 13 Menschen wurden getötet. Der Unfall führte in Großbritannien zu einer Debatte über die Sicherheit von Wendezügen.[53]
- Der Brand im Bahnhof King’s Cross St. Pancras war ein Großbrand im Londoner U-Bahnhof King’s Cross St. Pancras am 18. November 1987, bei dem 31 Menschen starben. Es zählt zu den schwersten Unglücken in der Geschichte der London Underground.[54]

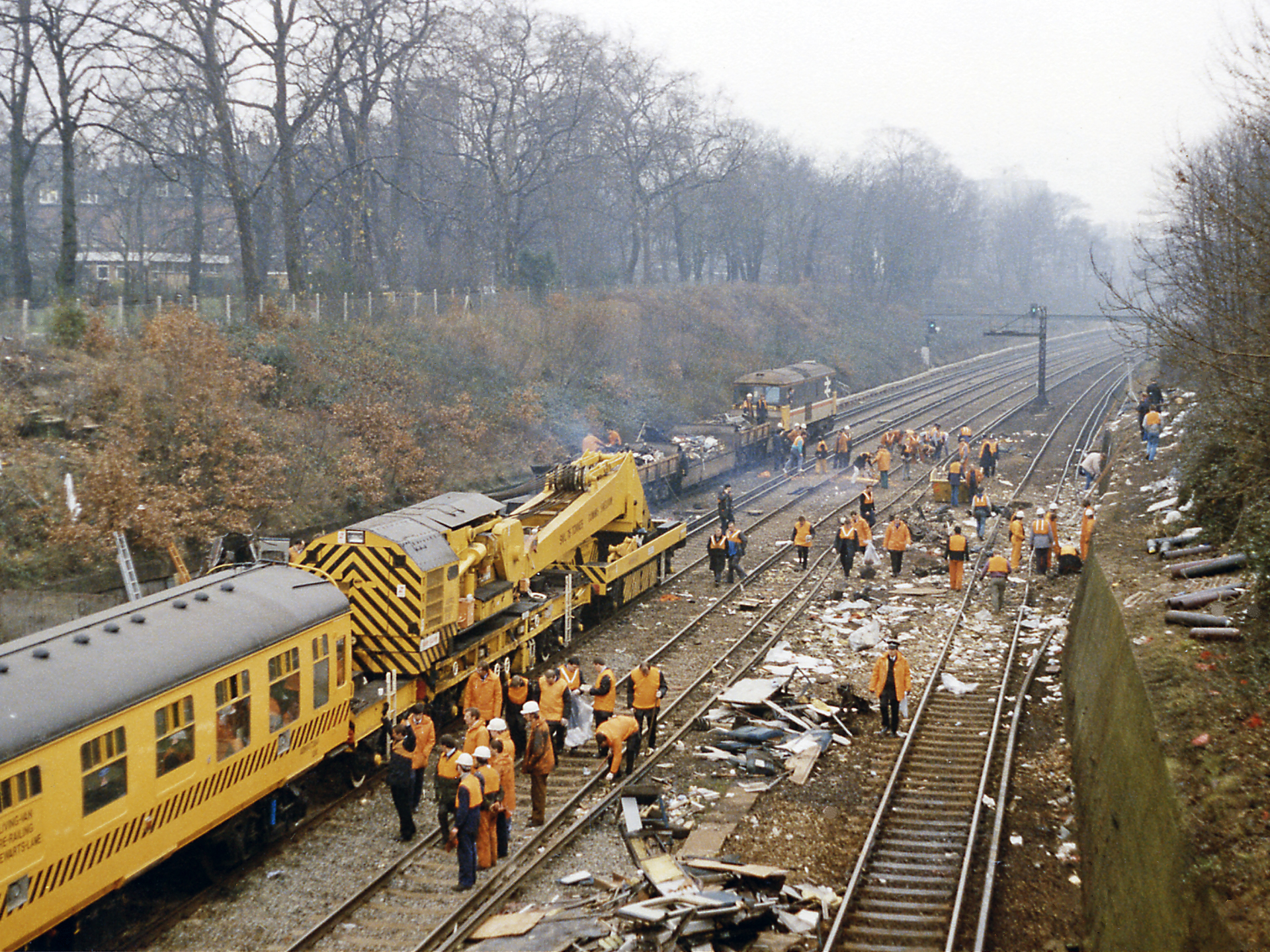
Aufräumarbeiten nach dem Unfall von Clapham Junction

- Der Eisenbahnunfall von Clapham Junction am 12. Dezember 1988 beim Bahnhof Clapham Junction im Londoner Stadtteil Battersea wurde durch ein fehlerhaft verkabeltes Signal verursacht. In ihn waren drei Züge verwickelt. 35 Menschen starben, 484 wurden darüber hinaus verletzt.[55]
- Der Eisenbahnunfall von Purley in dem südlichen Londoner Stadtteil Croydon am 4. März 1989 war ein Auffahrunfall zweier Vorortzüge zusammen nördlich des Bahnhofs Purley auf der Brighton Main Line. Ein Personenzug überfuhr ein „Halt“ zeigendes Signal und stieß mit einem anderen Personenzug zusammen. 6 Menschen starben, 80 wurden darüber hinaus verletzt.[56]
- Der Eisenbahnunfall von Ladbroke Grove (seltener auch Eisenbahnunfall von Paddington) war ein Frontalzusammenstoß, der sich im Londoner Stadtteil Ladbroke Grove an der Zufahrtsstrecke zum Kopfbahnhof von London-Paddington am 5. Oktober 1999 ereignete. Ein ausfahrender Zug überfuhr ein „Halt“ zeigendes Signal und stieß mit einem einfahrenden Zug zusammen. 31 Tote und 523 Verletzte waren die Folge. Dies war der schwerste Unfall, der sich auf der Great Western Main Line je ereignete, und er trug wesentlich dazu bei, dass ein Teil der Bahnreform in Großbritannien zurückgenommen wurde.[57][58]

## 21. Jahrhundert

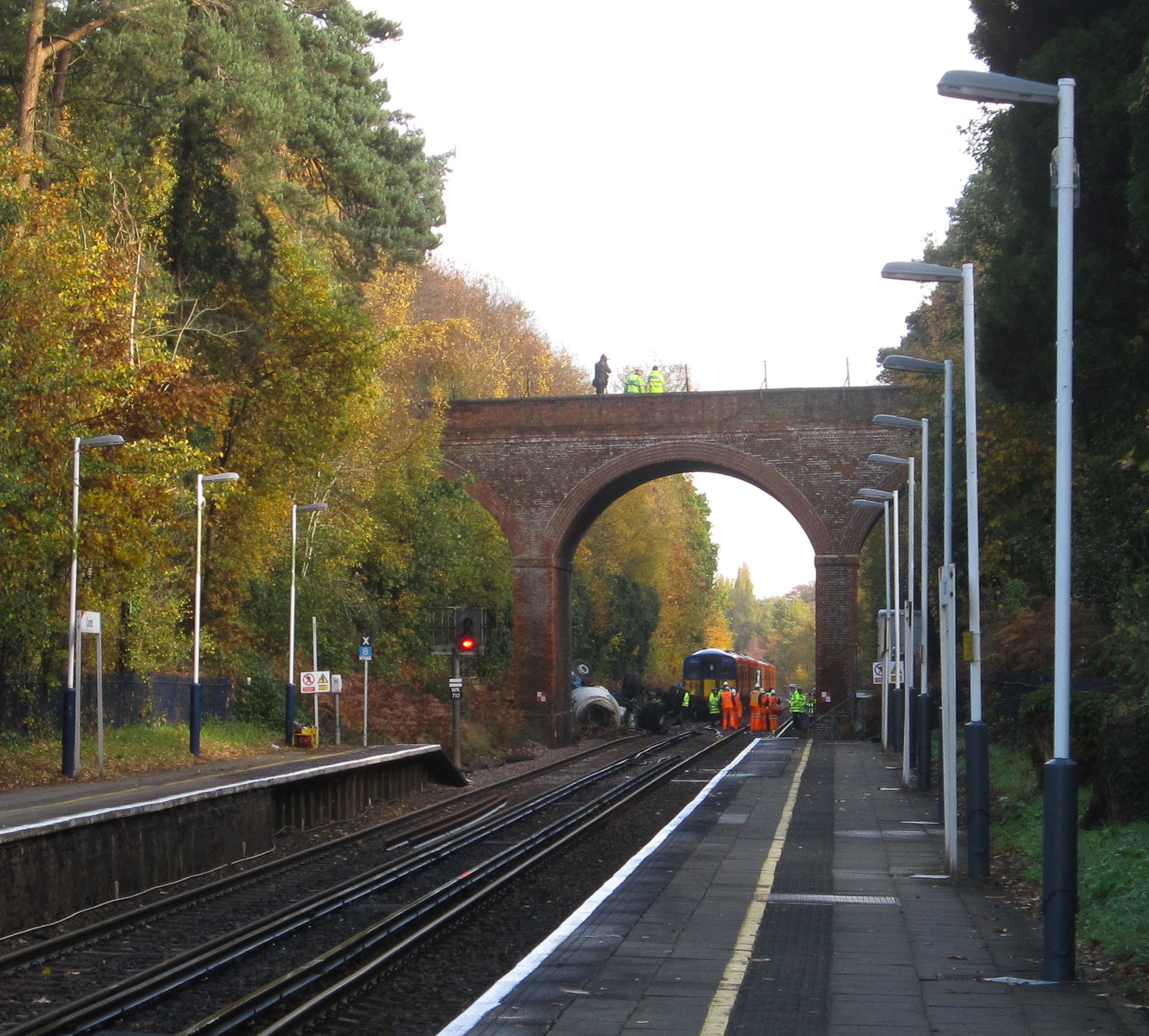
Folge des Unfalls von Oxshott

- Beim Eisenbahnunfall bei Selby kollidierte am 28. Februar 2001 der Intercity 225 mit einem Land Rover Defender und einem beladenen Anhänger, die von der Autobahn M62 abkamen und auf der Bahntrasse zum Stillstand kamen. Dabei entgleiste der Steuerwagen und geriet in das Profil des Gegengleises, wo ein Kohlezug nahte. Der Güterzug zerstörte den Steuerwagen an der Zugspitze, der zum Zeitpunkt der Frontalkollision noch eine Geschwindigkeit von geschätzt 142 km/h hatte, nahezu vollständig. Der Unfall forderte zehn Menschenleben.[59]
- Die Terroranschläge am 7. Juli 2005 in London waren eine Serie von islamistischen Selbstmordattentaten in London auf Zivilisten, die während der morgendlichen Hauptverkehrszeit den öffentlichen Nahverkehr der Stadt nutzten. Dabei wurden 56 Menschen (inklusive der vier Selbstmordattentäter) getötet und über 700 verletzt. Es handelt sich um die schwersten Terroranschläge in der Geschichte von Großbritannien.[60]
- Beim Eisenbahnunfall von Oxshott in der Grafschaft Surrey fiel am 5. November 2010 ein Fahrmischer von einer Straßenbrücke in der Nähe des Bahnhofs Oxshott auf einen Zug. Der Fahrmischerführer und mehrere Fahrgäste wurden verletzt.[61]
- Beim Eisenbahnunfall von Salisbury kollidierten am 31. Oktober 2021 zwei Personenzüge, nachdem einer der beiden Züge vermutlich aufgrund von Problemen beim Bremsen ein haltzeigendes Signal überfuhr. Ein Triebfahrzeugführer und mehrere Fahrgäste wurden verletzt.